# Carlo Cainelli
Carlo Cainelli (Rovereto, 23 maggio 1896 – Firenze, 7 febbraio 1925) è stato un incisore e pittore italiano.
Allievo di Luigi Ratini alla Scuola Reale Elisabettina di Rovereto, completa gli studi all'Accademia di belle arti di Firenze, città nella quale si trasferisce stabilmente. È noto soprattutto per gli scorci di città e paesaggi della Toscana (Firenze, Lucca, Siena, San Gimignano), del Lazio (Roma) e dell'Umbria (Orvieto), realizzati a partire dal 1917. Negli anni Venti espone le proprie opere in numerose mostre nazionali fra cui la Biennale di Venezia e quella di Roma, prima di spegnersi prematuramente nel 1925.

## Biografia
Carlo Cainelli nasce a Rovereto il 23 maggio 1896. È figlio di Giovanni Cainelli, che muore nel 1902, e di Paola Rufinasco. Cainelli studia alla Scuola Reale Elisabettina di Rovereto con il maestro Luigi Ratini, in seguito frequenta l'Accademia di belle arti di Firenze dove ha come professori Arturo Calosci e Emilio Mazzoni Zarini. È da quest'ultimo che Cainelli impara l'arte dell'incisione. Le opere di Cainelli sono per lo più scorci di città e paesaggi della Toscana (Firenze, Lucca, Siena, San Gimignano), del Lazio (Roma) e dell'Umbria (Orvieto), realizzati a puntasecca e bulino, oppure scene di interno, come la serie I caffè. Cainelli è presente all'Esposizione di belle arti degli amatori e cultori di belle arti di Roma del 1919, alle Esposizioni internazionali di Venezia del 1920, 1922 e 1924, alle Biennali di Roma del 1921, 1923 e 1925, alla Fiorentina primaverile del 1922 e 1923 e alle esposizioni dell'Accademia di Brera e della Società degli amici dell'arte di Torino. Il 7 febbraio 1925 muore a Firenze, a soli 29 anni, per una broncopolmonite.

## Opere scelte

Siena, via di Galluzza (1917–1918)
Siena, il Campo (1917–1918)
A San Gimignano (Una torre), 1918
Porta medioevale, San Gimignano, 1918
San Gimignano, una via, 1918
Il teatro di Marcello, 1918
Case nel ghetto di Siena, 1918
Case nel mercato, Lucca, 1918
Lucca, la chiesa di San Giovanni, 1918
A San Gimignano (Veduta con gradinata), 1918–1919
Orsanmichele, Firenze, 1920
Foro romano, 1920
L'Altare della Patria, 1920
Vecchio seduto, 1920
Due giovanotti al caffè, 1920
L'ora dell'Ave Maria, 1920
La nanina, 1920